# Лекани
Лекани (грч. Λεκάνη) је насељено место у општини Места у периферији Источна Македонија и Тракија, Грчка. Према попису из 2021. године било је 368 становника.
Лекани је 1913. године имао 1.946 житеља Турака. Двадесетих година 20. века турско становништво је принудно исељено у Турску а на њихово место су насељене грчке избегличке породице из Турске, којих је на попису из 1928. године било 1.193. Село се раније звало Мунџанос